# Музей Барберини
Музей Барберини (нем. Museum Barberini) — художественный музей, открытый 20 января 2017 года в Потсдаме (Германия). 
В музее выставляются как картины старых мастеров, так и работы современных художников; особое внимание уделяется живописи импрессионистов. Основой коллекции является собрание основателя и покровителя музея Хассо Платтнера. 
Музей проводит три временные выставки в год, на которых экспонируются произведения из других музеев и частных коллекций. Подготовку таких выставок сопровождают научные конференции. Работы из собственной коллекции музей выставляет в рамках более коротких экспозиций под названием «истории искусства». 
Музей также проводит различные образовательные мероприятия и предлагает посетителям воспользоваться такими приложениями, как Barberini App и 4K Smart Wall.

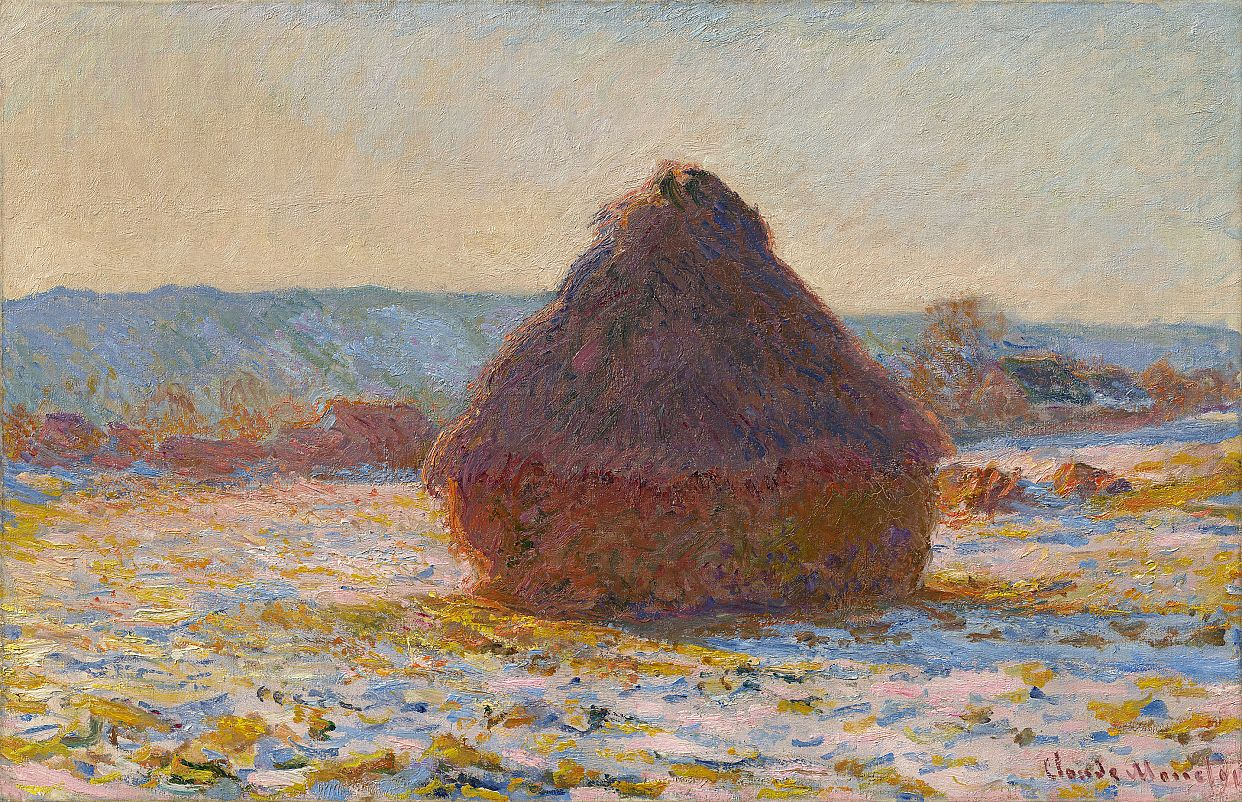
Стога, эффект снега, солнечно. Один из «Стогов» Клода Моне, входящий в собрание музея (1891)

В воскресенье, 23 октября 2022 года в музее произошёл инцидент, в ходе которого активисты движения «Последнее поколение» облили картину Клода Моне из серии «Стога сена» картофельным пюре, после чего приклеили себя к колонне. «Люди голодают, люди замерзают, люди умирают. Мы живем в климатической катастрофе, а всё, чего вы боитесь, это томатный суп или пюре на картине» — заявила одна из участниц, отсылая к аналогичному происшествию 14 октября в Лондоне, когда активисты движения Just Stop Oil облили томатным супом картину Ван Гога «Подсолнухи». Как и в случае с полотном в Национальной галерее, работа Моне была закрыта антивандальным стеклом.

## Публикации
- Impressionism: The Art of Landscape. — Munich / London / New York : Prestel, 2017. — ISBN 978-3-7913-5629-7.
- From Hopper to Rothko: America's Road to Modern Art. — Munich / London / New York : Prestel, 2017. — ISBN 978-3-7913-5693-8.
- Behind the Mask: Artists in the GDR. — Munich / London / New York : Prestel, 2017. — ISBN 978-3-7913-5695-2.
- Max Beckmann: The World as a Stage. — Munich / London / New York : Prestel, 2017. — ISBN 978-3-7913-5697-6.
- Philipp, Michael. Are Communists Allowed to Dream? The Gallery of the Palace of the Republic. — Munich / London / New York : Prestel, 2017. — ISBN 978-3-7913-5752-2.
- Gerhard Richter: Abstraction. — Munich / London / New York : Prestel, 2018. — ISBN 978-3-7913-5745-4.
- Color and Light: The Neo-Impressionist Henri-Edmond Cross. — Munich / London / New York : Prestel, 2018. — ISBN 978-3-7913-5773-7.
- Olympian Gods: From the Dresden Sculpture Collection. — Munich / London / New York : Prestel, 2018. — ISBN 978-3-7913-5828-4.
- Picasso: The Late Work. — Munich / London / New York : Prestel, 2019. — ISBN 978-3-7913-5811-6.
- Baroque Pathways: The National Galleries Barberini Corsini in Rome. — Munich / London / New York : Prestel, 2019. — ISBN 978-3-7913-5809-3.
- Van Gogh: Still Lifes. — Munich / London / New York : Prestel, 2019. — ISBN 978-3-7913-5872-7.